# Leptostrangalia rufimembris
Leptostrangalia rufimembris är en skalbaggsart som först beskrevs av Maurice Pic 1929.  Leptostrangalia rufimembris ingår i släktet Leptostrangalia och familjen långhorningar. Inga underarter finns listade i Catalogue of Life.